# Stegastes aureus
Stegastes aureus, thường được gọi là cá thia vàng, là một loài cá biển thuộc chi Stegastes trong họ Cá thia. Loài này được mô tả lần đầu tiên vào năm 1927.

## Phân bố và môi trường sống
S. aureus được phân bố ở khu vực phía tây Thái Bình Dương, được tìm thấy tại các nhóm đảo bao gồm: New Caledonia, quần đảo Gilbert, quần đảo Line, quần đảo Phoenix, đảo Samoa, Tuamotu và quần đảo Marquises. S. aureus thường sống xung quanh các rạn san hô ngoài khơi và ven bờ ở độ sâu khoảng 1 – 5 m.

## Mô tả
S. aureus trưởng thành dài khoảng 11 cm. Toàn thân của S. aureus có màu vàng, kể cả các vây. Phần trên của đầu và phần gai lưng phía trước có màu vàng nâu. Vây lưng và thùy đuôi trên có viền màu vàng tươi. Có một dải màu xanh nhạt ngay bên dưới mắt nối liền với một dải cùng màu chạy dọc theo mõm. Môi có màu xám nhạt hoặc nâu. Gốc vây ngực có màu đen. Cạnh vây lưng ở gần cuống đuôi cũng có đốm đen, có kích thước bằng mắt hoặc nhỏ hơn.
Số ngạnh ở vây lưng: 12; Số vây tia mềm ở vây lưng: 15 - 16; Số ngạnh ở vây hậu môn: 2; Số vây tia mềm ở vây hậu môn: 12.
Thức ăn của S. aureus chủ yếu là rong tảo và các vụn hữu cơ. S. aureus sinh sản theo cặp, trứng bám dính vào đáy biển và được bảo vệ bởi cá đực.